# White Summer 林家謙演唱會
White Summer是香港歌手林家謙的第3場個人演唱會，亦是其繼SUMMER BLUES後於紅磡香港體育館第二次舉辦演唱會。

## 概要
林家謙於2025年6月14日宣布舉辦個人演唱會，定名為White Summer，日期為8月22至24日，以及26至27日，假紅磡香港體育館舉行。這是他2022年後相隔三年再在紅館舉行個人演唱會。同時發布四種風格的宣傳海報。原先預計共5場的優先訂票日開賣3分鐘完售，於6月19宣布加開3場。此次演唱會售票機制是主辦單位於香港演唱會活動首次引進「預先登記抽籤」，以期減少「網上大塞車」和杜絕「黃牛黨」。7月7日再度公告8月19日及20日終極加場，而8月19日是林家謙第一次踏上開唱紅館的日子，另具紀念意義；此次演唱會總計10場。

## 場次
| 日期    | 城市 | 場地           | 嘉賓   | 附註     |
| ------- | ---- | -------------- | ------ | -------- |
| 8月19日 | 香港 | 紅磡香港體育館 | 鄭秀文 | 終極加場 |
| 8月20日 | 香港 | 紅磡香港體育館 | 陳凱詠 | 終極加場 |
| 8月22日 | 香港 | 紅磡香港體育館 |        | 首開5場  |
| 8月23日 | 香港 | 紅磡香港體育館 |        | 首開5場  |
| 8月24日 | 香港 | 紅磡香港體育館 |        | 首開5場  |
| 8月26日 | 香港 | 紅磡香港體育館 |        | 首開5場  |
| 8月27日 | 香港 | 紅磡香港體育館 |        | 首開5場  |
| 8月29日 | 香港 | 紅磡香港體育館 |        | 加場     |
| 8月30日 | 香港 | 紅磡香港體育館 |        | 加場     |
| 8月31日 | 香港 | 紅磡香港體育館 |        | 加場     |

## 曲目
來源：
1. 夏日之子
2. Just Carry On
3. 停止繁殖（原唱：林奕匡）
4. 無答案
5. 聽到你一聲「～」，我沒了。/神奇的糊塗魔藥
6. 你的世界
7. 關於我們（原唱：周柏豪）
8. 時光倒流一句話
9. 緊急應變逃生法（原唱：Pandora樂隊）
10. 隨意門（原唱：陳奕迅）
11. 特倫斯夢遊仙境
12. 一人之境
13. 萬一你是個好人
14. 難道喜歡處女座
15. 小林不動產
16. 流離者的海
17. 在空中的這一秒
18. doodoodoo
19. Make my day（原唱：汪明荃）
20. 風的形狀（原唱：岑寧兒）
21. free fallin'
22. 喃嘸師感官漫遊
23. 某種老朋友
24. 記得
25. 春日部

（Talk）
1. 普渡眾生

(Encore)
1. 下一位前度 ft.鄭秀文

（Talk）
1. Chotto等等 ft.鄭秀文

（Talk）
1. 有你聽我的故事